# رونیتشوو
رونیتشوو (به چکی: Řevničov) یک منطقهٔ مسکونی در جمهوری چک است که در ناحیه راکوونیک واقع شده‌است.